# Modèle conceptuel des traitements

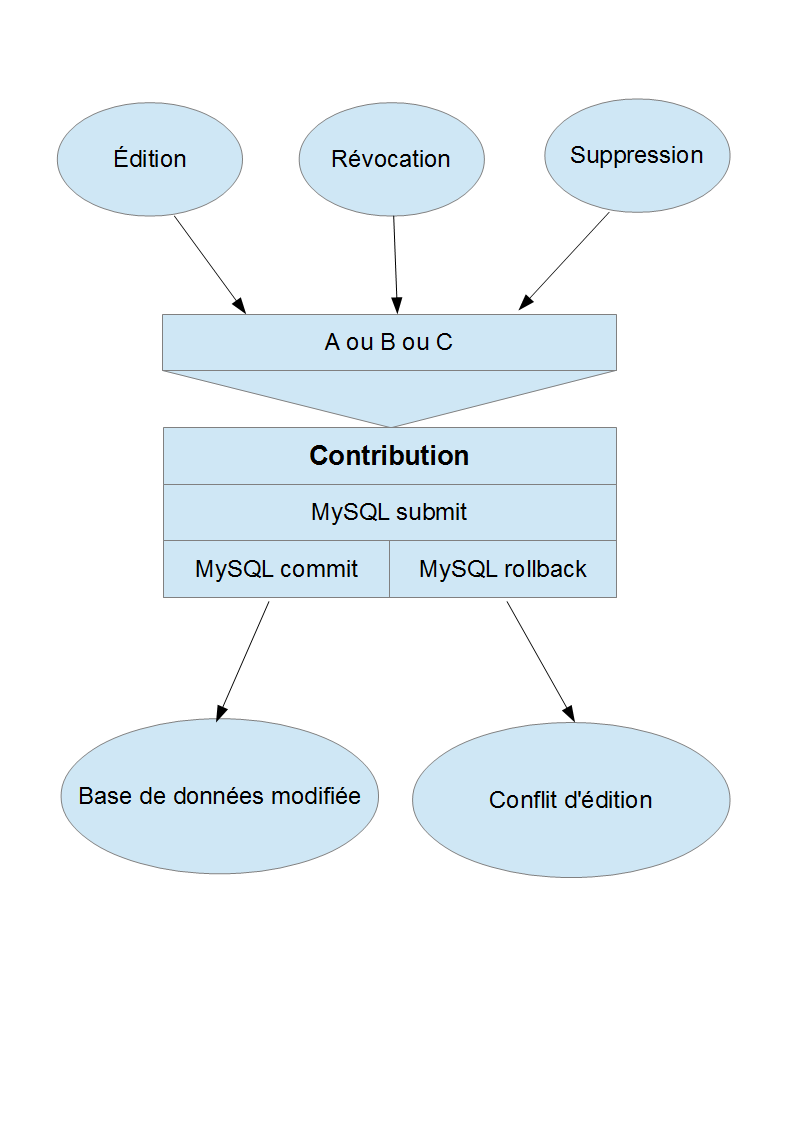
Modèle conceptuel des traitements des contributions wiki

Le modèle conceptuel des traitements ou MCT permet de représenter de façon schématique l'activité d'un système d'information sans faire référence à des choix organisationnels ou des moyens d'exécution, c'est-à-dire qu'il permet de définir simplement ce qui doit être fait, mais il ne dit pas quand, par quel moyen ni à quel endroit de l'organisation...
Le MCT fait partie avec le Modèle Conceptuel des Données des apports de la méthode MERISE, créée à la fin des années 1970. Son objet est de décrire les traitements effectués par domaine (opération conceptuelle) et il permet de valider les messages du MCC (modèle conceptuel de communication) et de décrire les conditions d'émission des messages résultats. Le formalisme du MCT est d'une adaptation des réseaux de Petri à une vision "métier", plus macroscopique, au prix d'un alourdissement des représentations graphiques.
L'équipe à l'origine du développement de la méthode MERISE  fait évoluer au fil du temps ces modèles de traitements sans parvenir pour autant à contenir la généralisation des formalismes UML, pour la vision développements informatiques, ou BPMN pour la vision métier.